# University of California Museum of Paleontology

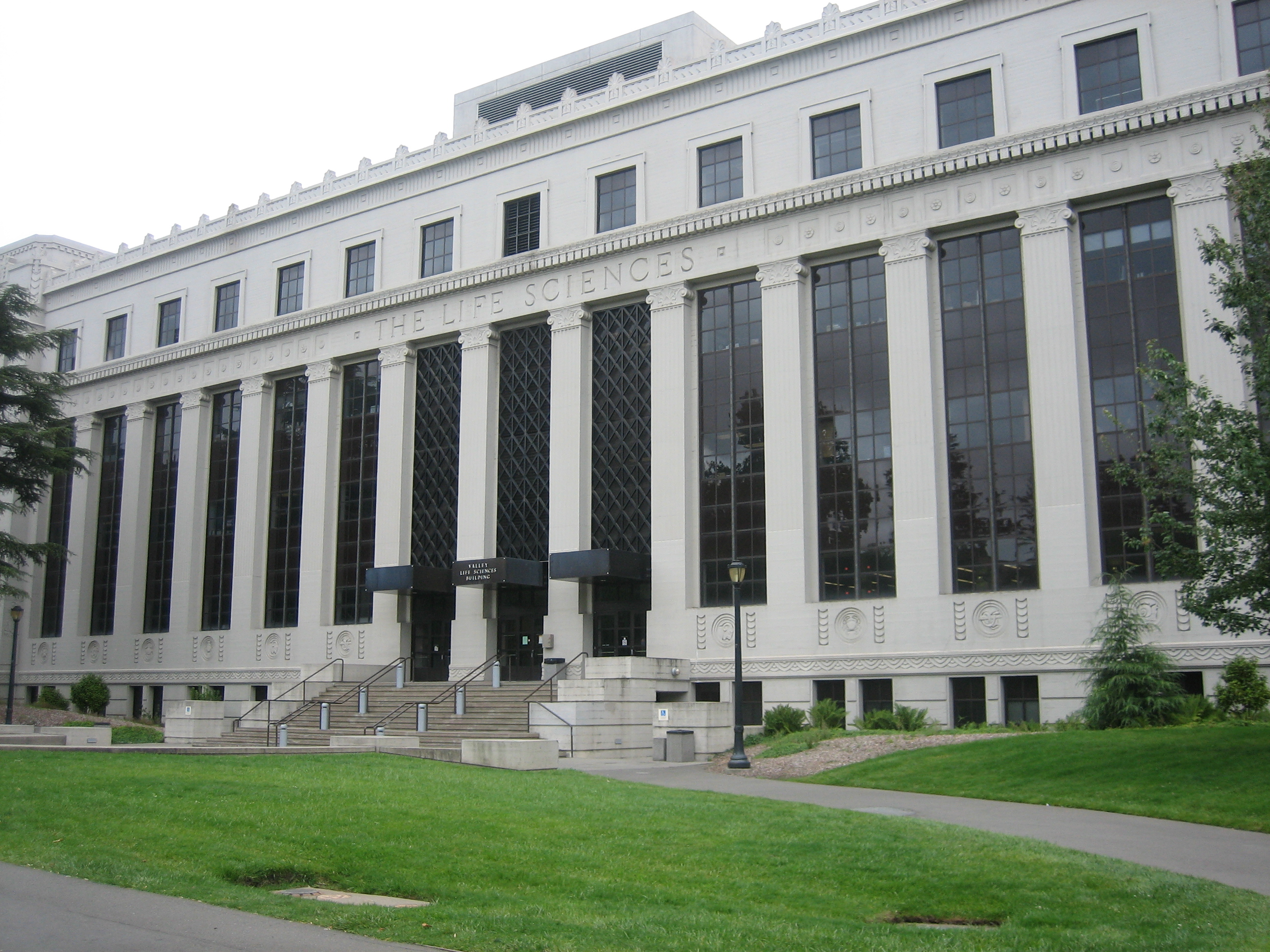
Das Valley Life Sciences Building, in dem sich auch das UCMP befindet, im Stil des reduzierten Klassizismus

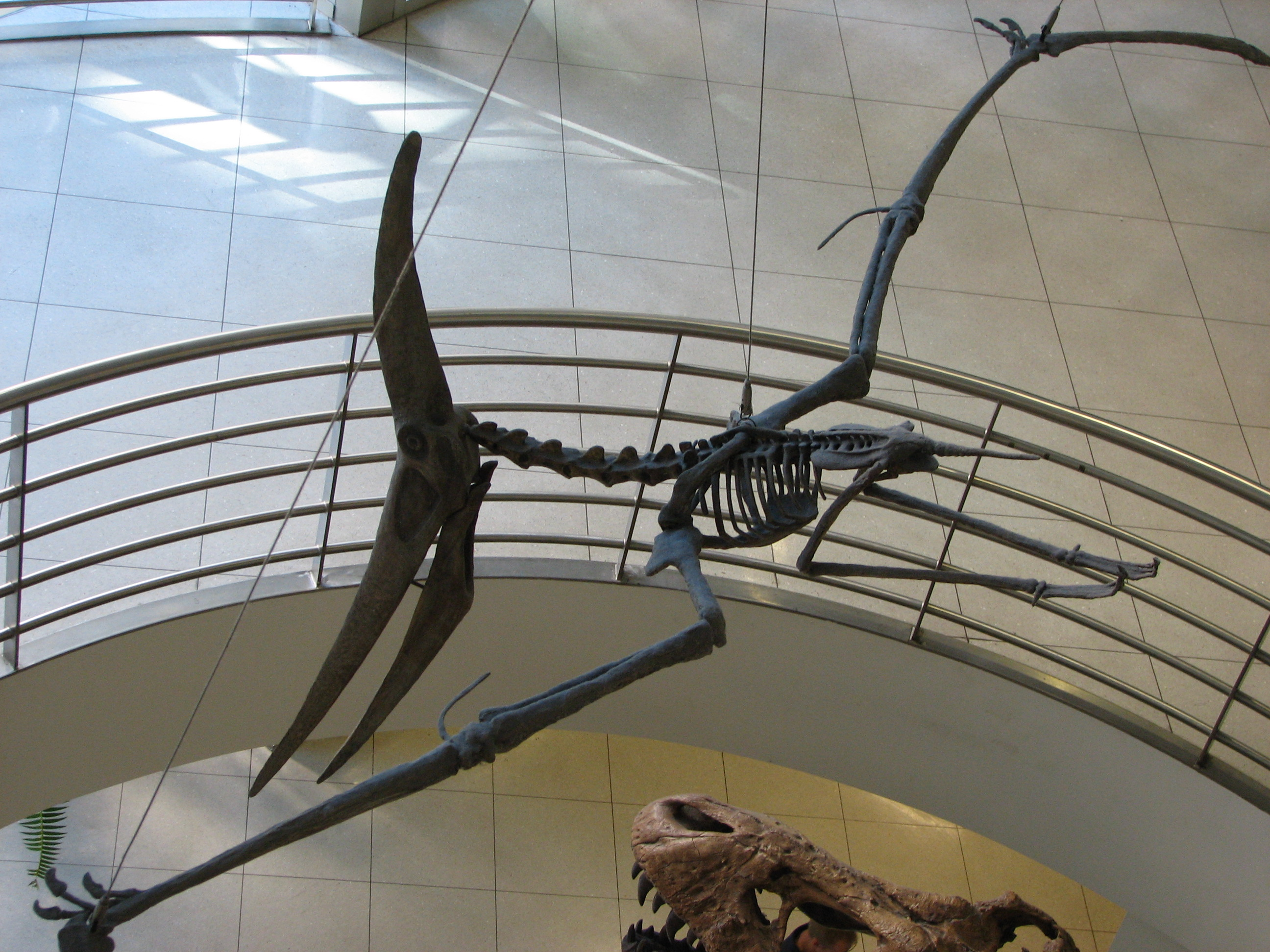
Der Flugsaurier Pteranodon ingens hängt im Treppenhaus des Gebäudes

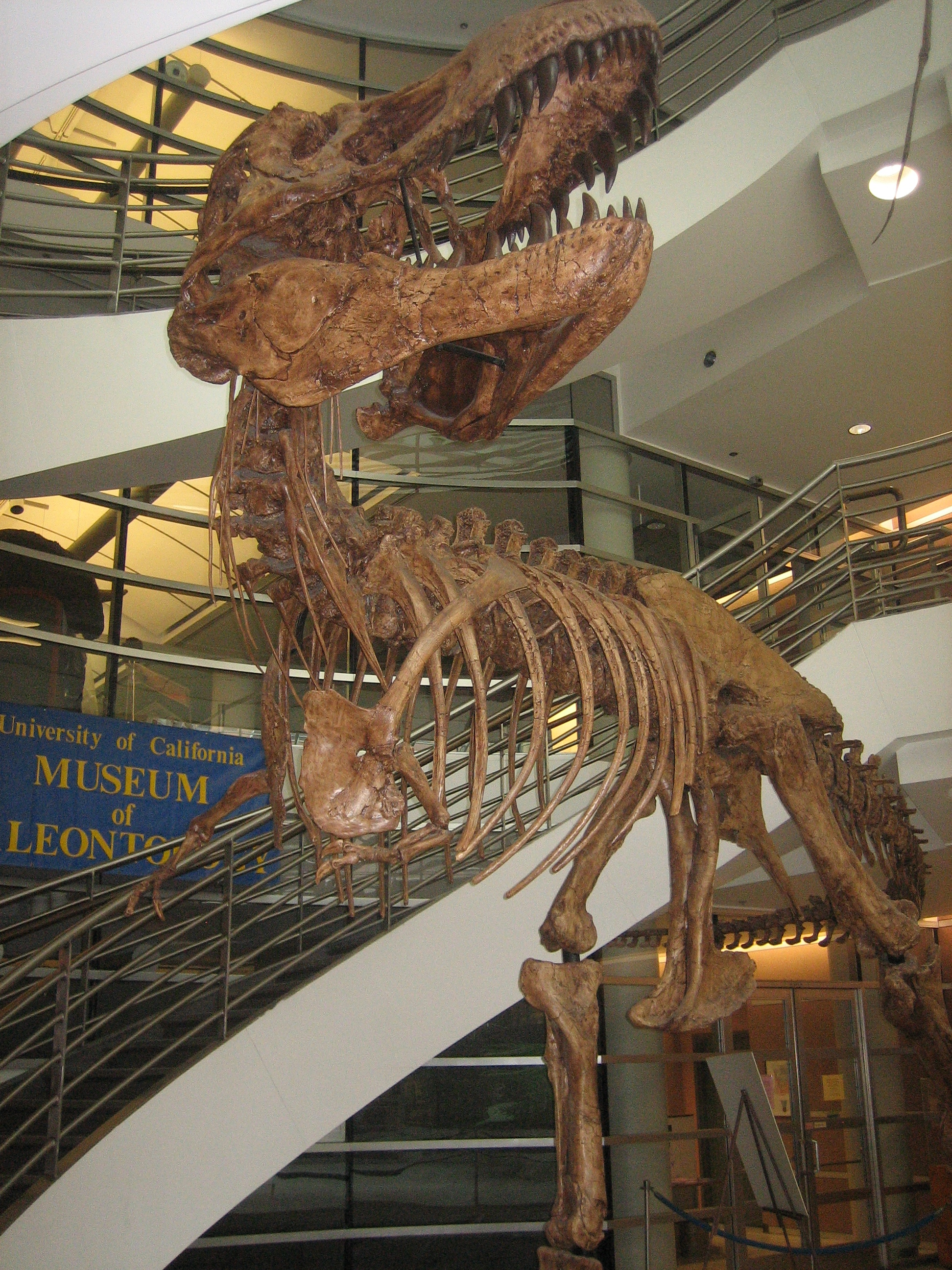
Unterhalb des Flugsauriers steht das Skelett eines Tyrannosaurus rex im Atrium

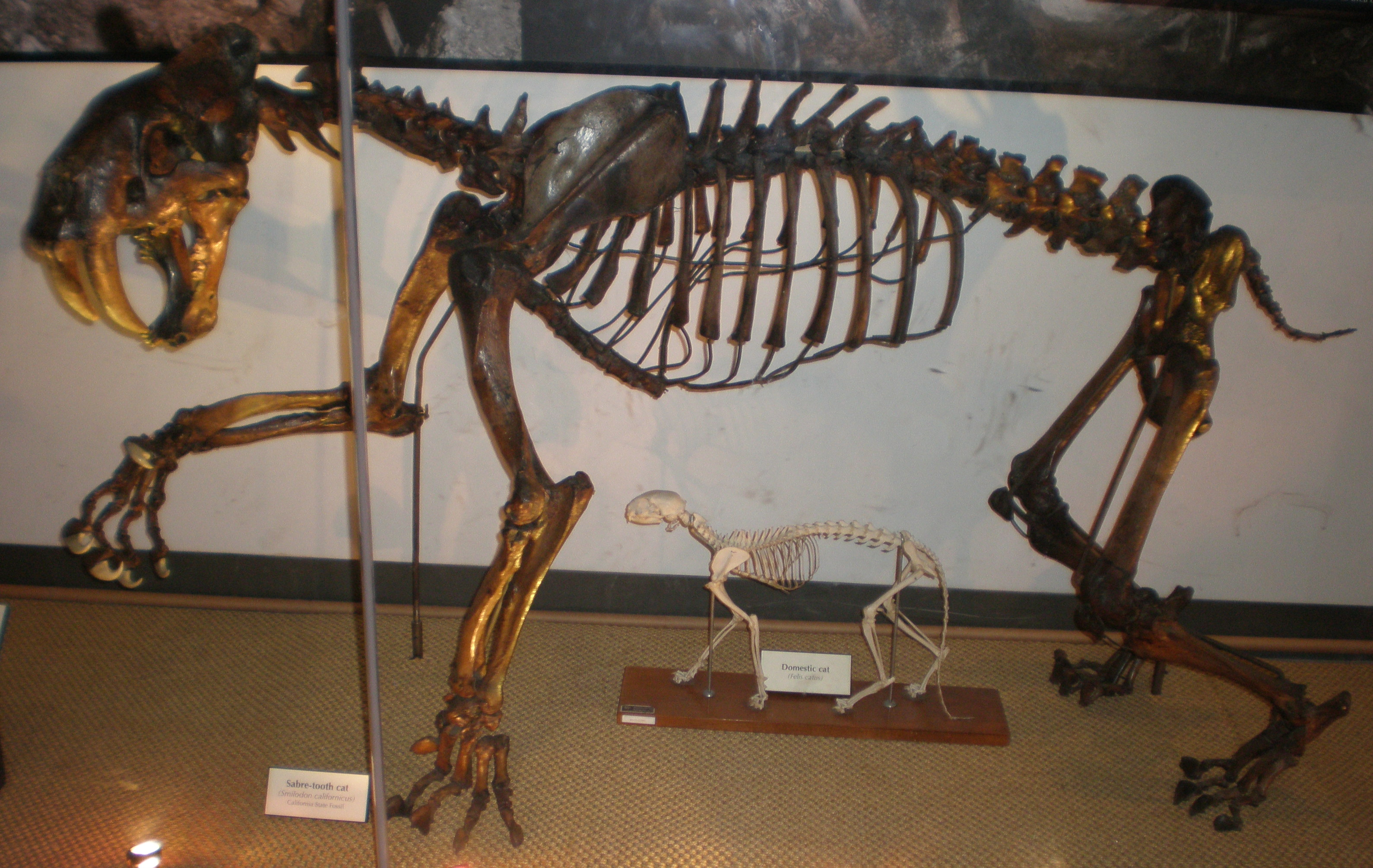
Vitrine mit dem Skelett eines Smilodon im Vergleich zur Hauskatze

Das University of California Museum of Paleontology (UCMP) ist ein paläontologisches Museum in Berkeley, das sich auf dem Campus der University of California im Valley Life Sciences Building befindet. Es wurde 1921 gegründet und beherbergt die größte paläontologische Sammlung aller Universitätsmuseen weltweit. Sein Bestand an Fossilien dient hauptsächlich der wissenschaftlichen Forschung, nur einige ausgewählte Stücke sind im Gebäude ausgestellt.

## Geschichte
Annie Montague Alexander, eine Philanthropin und paläontologische Sammlerin, die seit Beginn des 20. Jahrhunderts durch ihre Spenden und Mitarbeit mit der University of California verbunden war, setzte sich bei der Universitätsleitung für die Gründung eines paläontologischen Museums am Campus ein. Sie versprach sich davon eine gezielte Förderung ihres wissenschaftlichen Interessengebietes, nachdem der namhafte Paläontologe 
John C. Merriam (1869–1945) 1920 überraschend die Universität verlassen hatte und die Unabhängigkeit des paläontologischen Fachbereichs in Frage gestellt war. 1921 wurde daraufhin das UCMP unter der Leitung des Paläontologen Bruce L. Clark eröffnet.
1931 zog das Museum – wiederum auf Wunsch von Alexander – in ein neues Gebäude mit besseren Sicherheitsvorkehrungen um, das Hearst Memorial Mining Building. Drei Jahre später richtete Alexander einen Fonds ein, um das finanzielle Auskommen des Museums zu sichern. 1948 begründete sie ein Stipendium für Doktoranden, das bis heute vom UCMP vergeben wird.

## Sammlungen
Das UCMP besitzt die umfangreichste paläontologische Sammlung aller Universitätsmuseen der Welt. Die Sammlung an biologischen Mustern (Spezimen) umfasst die Bereiche Mikrofossilien, Wirbellose, Wirbeltiere und Paläobotanik. Eine Bibliothek, Fotomaterial und wissenschaftliche Nachlässe verschiedener Paläontologen ergänzen das Informationsangebot für die wissenschaftliche Forschung. Der Spezimen-Katalog des Museums und eine Fotodatenbank sind online durchsuchbar.

## Ausstellungen
Das UCMP veranstaltet im April jeden Jahres einen Tag der offenen Tür. In der restlichen Zeit sind die Sammlungen nicht für die Öffentlichkeit zugänglich. Einige ausgewählte Stücke können jedoch im Atrium und auf den Fluren des Valley Life Sciences Buildings besichtigt werden. Dazu gehören zum Beispiel das Skelett eines freistehenden Tyrannosaurus rex, der Abdruck eines Pachydiscus seppenradensis und der Schädel eines Triceratops horridus.

## Persönlichkeiten
Folgende Direktoren leiteten das Museum:
| 1921–1926: | Bruce L. Clark (1880–1945)                  |
| 1927–1930: | William Diller Matthew                      |
| 1939–1949: | Charles Lewis Camp (1893–1975)              |
| 1949–1966: | Ruben Arthur Stirton (1901–1966)            |
| 1966–1975: | Donald E. Savage (1917–1999)                |
| 1971:      | Joseph T. Gregory (1914–2007)               |
| 1975–1988: | William B. N. Berry                         |
| 1987–1989: | William A. Clemens                          |
| 1989–1997: | Jere H. Lipps                               |
| bis 2003:  | David R. Lindberg                           |
| 2003–2004: | William A. Clemens (Interimsdirektor)       |
| 2005–2009: | Roy L. Caldwell (2005 als Interimsdirektor) |
| seit 2010: | Charles R. Marshall                         |

Weitere bekannte Mitarbeiter des Museums waren unter anderem Ralph W. Chaney und Samuel Paul Welles.